# 고뇌 속을 가다

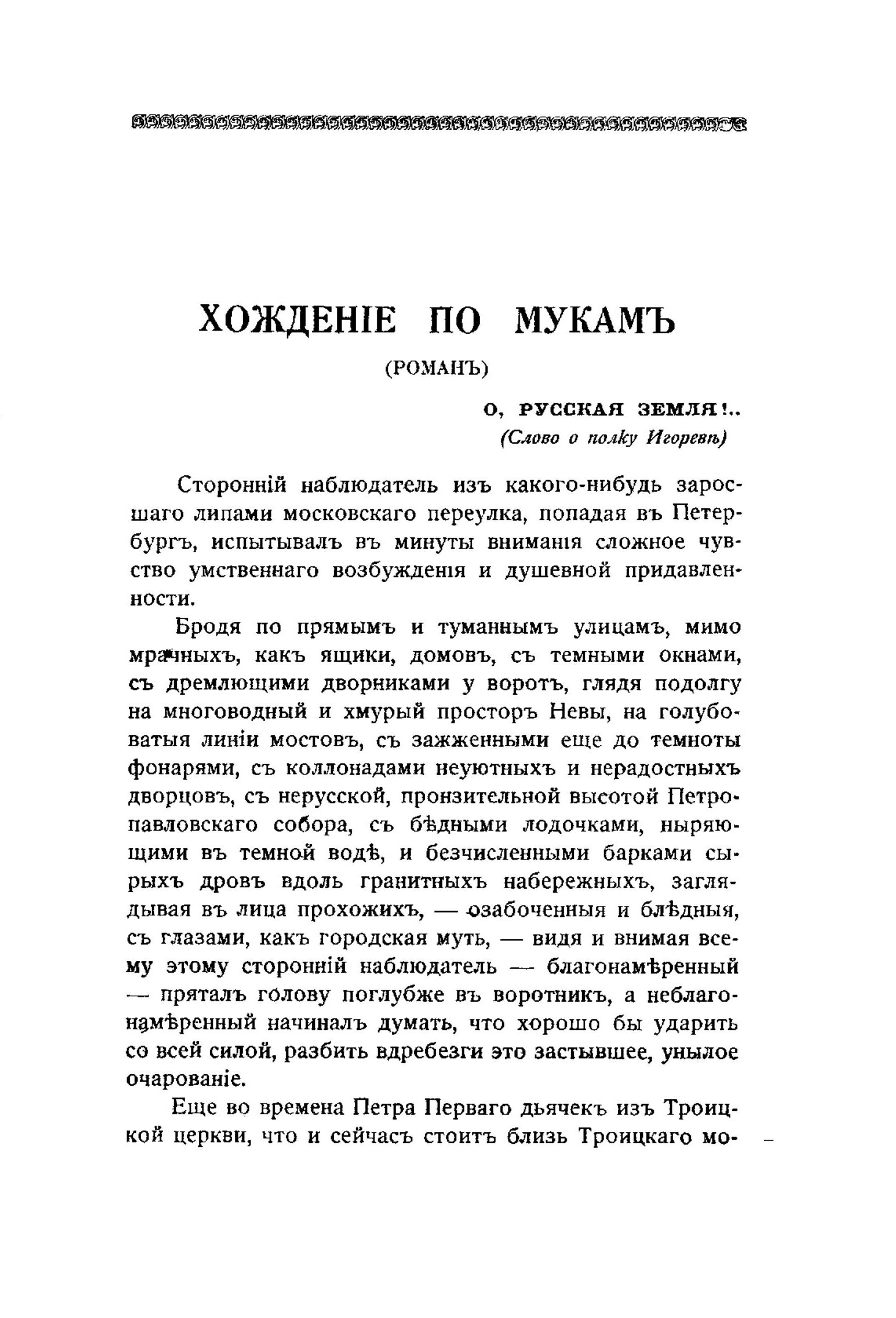

《고뇌 속을 가다》(러시아어: Хождение по мукам)는 알렉세이 톨스토이의 장편소설이다. 제명 ‘고뇌 속을 가다’는 고난에 찬 편력과 지옥순회를 뜻하며 고대 러시아의 아포크리파(經外聖書) <성모의 지옥 순회>에서 따온 것으로 보인다. 작자는 이러한 제명으로 러시아 지식인이 혁명과 내전의 시련, 고난의 길을 거쳐 이를 극복하는 모습을 예부터의 이야기에 견주려고 한 것 같다. 이 소설은 3부로 되어 있는데 제1부의 <자매>는 1920년 작자가 파리 생활을 할 때 쓴 것이며, 제2부 <1918년>은 1927-1928년에, 제3부 <어두운 아침>은 1940-1941년에 걸쳐 쓴 것으로 전후 20년의 세월이 걸렸다.
이 작품은 제1차 세계대전이 시작되기 조금 전, 부패와 데카당스가 번성한 상트페테르부르크에 사는 아름다운 두 자매, 카차와 다샤의 생활묘사부터 시작된다. 그녀들 앞에는 데카당 시인 베스소노프, 공장기사인 테레긴, 대위 로시친 등과 같은 남성이 나타난다. 테레긴과 다샤는 맺어지나 혁명이 둘 사이를 갈라 놓아 테레긴은 적군에 다샤는 대수롭잖은 일로 반혁명조직의 일원이 된다. 한편 혁명으로 남편을 잃은 카차는 로시친과 맺어지나 로시친은 혁명에 대한 증오심에서 카차와 의견을 달리하고 백위군(白衛軍)에 투항한다. 그러나 상상도 못했던 백위군의 부패상을 알게 된 그는 깊은 의혹에 사로잡히는 한편, 점차 혁명의 의의에 눈떠 적군에 가담, 혁명과업에 참여한다. 다샤는 반혁명정부의 요인이 된 부친 곁을 떠나 적군의 간호원이 되었다가 어느 날 부상한 테레긴과 상봉하게 된다. 카차 또한 로시친과 재회한다. 겨울이 끝나고 네 사람은 또다시 모스크바에서 함께 모이게 되었다. 백위군은 격파되고 고난의 시대는 막을 내린 것이다.
등장인물과 역사적 사건의 교차는 심리적으로 섬세하게 묘사되고 있으며 작자는 또한 내전에 휘말린 러시아의 일대 파노라마를 전개시키고 있다. 증오와 적의를 지주(支柱)로 한 내전의 처참한 묘사를 배경으로 하여 스스로의 사랑과 진실을 전(全)시대와 정면으로 맞붙어 쟁취하려는 강인한 인간성이 부각되고 있다.
우연에 우연이 겹치고 최후에 해피엔드로 끝나는 줄거리는 안이한 감이 느껴져 <니키타의 유년시대>와 같은 문학적 향기가 부족한 흠은 있으나 혁명, 대전, 내전 기간 중의 러시아 사회와 지식인의 생활을 남김 없이 그린 점에 있어 소련문학 사상 <조용한 돈강>에 견줄 만한 작품이다.